# Servius Cornelius Scipio Salvidienus Orfitus (Konsul 110)
Servius Cornelius Scipio Salvidienus Orfitus stammte aus einer Patrizierfamilie und war ein römischer Politiker und Senator.
Er war ein Sohn des gleichnamigen Suffektkonsuls aus domitianischer Zeit, Servius Cornelius Scipio Salvidienus Orfitus. Scipio wurde im Jahr 110 an der Seite von Marcus Peducaeus Priscinus ordentlicher Konsul. Während der Herrschaft der Kaiser Hadrian und Antoninus Pius war er viele Jahre Stadtpräfekt von Rom.
Sein Sohn Servius Cornelius Scipio Salvidienus Orfitus wurde im Jahr 149 Konsul.